# 1646 en science
| Années de la science : 1643 - 1644 - 1645 - 1646 - 1647 - 1648 - 1649    |
| Décennies de la science : 1610 - 1620 - 1630 - 1640 - 1650 - 1660 - 1670 |

Cet article présente les faits marquants de l'année 1646 en science.

## Événements
- Octobre : Étienne Pascal, son fils Blaise et le physicien Pierre Petit réalisent à Rouen l'expérience de Torricelli sur la pression atmosphérique[1]
- L'Invisible College est mentionné  par Robert Boyle en 1646 et 1647. Début des premières réunions informelles d'hommes de science, qui donnent lieu plus tard à la création de la Royal Society[2].
- Principe de Pascal concernant l'hydrostatique qui stipule que dans un fluide parfait, la pression exercée sur lui n'importe où est transmise sans perte dans toutes les directions[3].

## Publications
- Robert Dudley : Dell'Arcano del Mare, atlas maritime imprimé à Florence.
- Athanasius Kircher : Ars magna Lucis et Umbrae, où il énonce les principes de la lanterne magique.
- Giovanni Battista Pisani, Giardino aritmetico (Jardin arithmétique) à Milan : traité pour résoudre les problèmes d'arithmétique particulièrement liés à l'activité marchande.

## Naissances

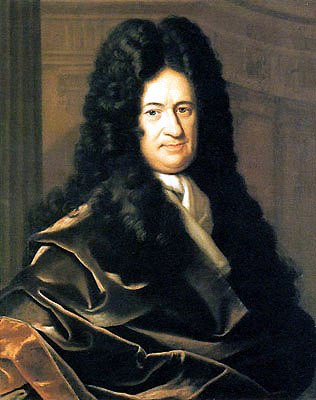
Gottfried Wilhelm Leibniz

- 4 avril : Antoine Galland († 1715), orientaliste français, spécialiste de manuscrits anciens et de monnaies.
- 20 avril : Charles Plumier (mort en 1704), botaniste et voyageur français.
- 5 juin : Elena Cornaro Piscopia (morte en 1684), mathématicienne italienne.
- 1er juillet : Gottfried Wilhelm Leibniz († 1716), scientifique et mathématicien allemand.
- 19 août : John Flamsteed († 1719), astronome anglais.

## Décès
- 25 juin : Jacques Cousinot (né en 1585), médecin français.
- 29 novembre : Laurentius Paulinus Gothus, théologien et astronome suédois.